# 第一三共エスファ
第一三共エスファ株式会社（だいいちさんきょうエスファ）は、ジェネリック医薬品（後発医薬品）を中心とした医薬品の製造販売を行うクオールホールディングスの子会社である。

## 概要
第一三共グループでは、第一三共が担う医療用医薬品事業やワクチン事業を始め、第一三共ヘルスケアが担う一般用医薬品事業を展開しているが、国が普及を推進し、患者や医療機関のニーズが一層高まることが予想されるジェネリック市場へ参入するために設立されたジェネリック医薬品事業を担う会社である。
同社が販売するジェネリック医薬品は新薬メーカーを母体とした高度な技術・品質やサービスをもとに、飲みやすさや飲み間違いを防ぐために製剤・表示・包材を工夫した「プレミアムジェネリック」を定義しており、医薬品業界初となる両面レーザー印刷（製品により、インクジェット印刷やスタンプ(パッド)印刷）を導入して錠剤への直接印刷を可能にし、少量単位の調剤にも対応できるようにPTPシートの裏面の1錠毎にGS1データバー（バーコード）を表記し、薬効や疾患の特性をイメージ化した「オリジナルシンボル」をPTPシートや外箱に表記して容易に区別できるようにしている。また、抗がん剤など比較的リスクが高い薬には、新たに開発した「C-ガード」と呼ばれる小児誤飲防止機能（ケース下部にある取出口に位置を合わせないと錠剤が取り出されない機能）を備えた専用PTPカバーを採用・装着している。
2017年から本格的に事業を開始したオーソライズド・ジェネリック（先発医薬品の製造メーカーから許諾を得たジェネリック医薬品のことで、先発医薬品と原薬・添加物・製造方法を同一とした薬品や、特許使用の許可を得て優先的に先行販売が可能な薬品を指す）に関しても、錠剤への両面印刷や1錠ごとのGS1データバー表記を採用している。
また、ジェネリック医薬品のほかに、有効性・安全性が確立され、特許期間が満了となった長期収載品の一部を第一三共から継承して販売している。
2023年10月に保険薬局事業や医薬関連事業を手掛けるクオールホールディングスが第一三共からを株式の30%を取得。2024年4月に取得比率を引き上げたことでクオールホールディングスのグループ企業となった。第一三共も引き続き出資しているが、将来的にはクオールホールディングスの100%子会社となる予定である。

## 沿革
- 2010年
  - 4月1日 - 設立（設立当初の本社所在地は東京都江戸川区北葛西1-16-13）[2]
  - 10月1日 - 第一三共株式会社から長期収載されている19品目の製造販売を引き継ぎ、営業開始[3]
  - 10月6日 - ジェネリック医薬品の販売を開始[3]
- 2011年11月28日 - 第一三共の国内グループ会社の拠点集約に伴い、本社を東京都中央区日本橋本町にある第一三共本社ビルB館に移転[4]
- 2012年12月14日 - ジェネリック医薬品5品目を追加[5]
- 2013年
  - 6月21日 - ジェネリック医薬品3品目を追加[6]
  - 12月13日 - ジェネリック医薬品4品目（新規製品2品目・規格追加品2品目）を追加。このうち、規格追加品のOD錠（口腔内崩壊錠）においてインクジェット方式の印刷を導入したことにより、両面印刷を実現した[7]。
- 2014年
  - 6月20日 - ジェネリック医薬品6品目を追加。
  - 12月12日 - ジェネリック医薬品9品目を追加。このうち、抗菌剤のレボフロキサシン製剤3品目については、親会社の第一三共が製造販売している「クラビット」と原薬・添加物・製造方法が同一のオーソライズド・ジェネリックである[8]。
- 2015年
  - 6月19日 - ジェネリック医薬品7品目（規格追加品1品目を含む）を追加。このうち、閉経後乳癌治療剤には、PTPシートの取出口に位置合わせをして錠剤を取り出す専用外装体「C-ガード」を初採用。
  - 12月11日 - ジェネリック医薬品14品目（小林化工株式会社との共同販売品2品目を含む）を追加し、サンド株式会社との共同販売品2品目を2016年3月に追加することを発表。このうち、β-ラクタマーゼ阻害剤配合抗生物質製剤の点滴静注用バッグについては、先発品にはない2.25規格が用意される。
- 2016年
  - 6月17日 - ジェネリック医薬品11品目（規格追加品2品目を含む）を追加。これらの製品で個装箱を改良し、QRコード・GS1コード・錠剤イメージ図を箱に記載するとともに、製品名・QRコード・GS1コードなど必要な情報がまとめて記載された箇所を切り離して、そのまま薬棚用の名札となる製品情報カードを備えた新デザイン個装箱「iパッケージ」を導入。
  - 12月9日 - ジェネリック医薬品5品目を追加。
- 2017年
  - 6月16日 - ジェネリック医薬品11品目を追加。このうち、7品目はオーソライズド・ジェネリックである。
  - 12月8日 - ジェネリック医薬品4品目を追加。このうち、2品目はオーソライズド・ジェネリックである[9]。
- 2018年
  - 6月15日 - オーソライズド・ジェネリックのジェネリック医薬品2品目を追加（1品目は同年6月26日発売）[10]。
  - 12月14日 - ジェネリック医薬品8品目を追加[11]。
- 2019年
  - 3月1日 - 長期収載品5品目（S・M、シンレスタール、ノイエル、ハイアミン、パントシン）を吸収分割によりアルフレッサ ファーマ株式会社へ譲渡[12]。
  - 3月12日/13日 - オーソライズド・ジェネリックのジェネリック医薬品を12日に1品目、13日に4品目を順次発売。
  - 6月14日 - ジェネリック医薬品8品目を追加。このうち、5品目はオーソライズド・ジェネリックである[13]。
- 2020年
  - 6月19日 - ジェネリック医薬品14品目を追加。このうち、7品目はオーソライズド・ジェネリックである[14]。
  - 12月11日 - ジェネリック医薬品11品目を追加。このうち、ドライシロップタイプのNMDA受容体拮抗アルツハイマー型認知症治療剤はオーソライズド・ジェネリックである[15]。
- 2023年10月1日 - 第一三共が保有していた株式の一部（30%）をクオールホールディングスへ譲渡[16]。
- 2024年4月1日 - 第一三共が保有していた株式の一部（21%）をクオールホールディングスへ譲渡。これにより、親会社がクオールホールディングスへ変更される。

## 主な製品
- 第一三共から販売を継承した製品
  - ミルタックス - ケトプロフェン：経皮鎮痛消炎剤（製造販売元：ニプロファーマ）
  - ハイアミン - 塩化ベンゼトニウム

ジェネリック医薬品は他社から導入した製品もあるが、自社製造品もあり、成分名が表記されている製品名に付く社名略称は「DSEP」となる。なお、設立当初、他社から導入した製品にはブランド名を明記したものがあったが、その後、成分名等を表記した製品に切り替わっている。